# Serzedo e Calvos
Serzedo e Calvos (llamada oficialmente União das Freguesias de Serzedo e Calvos) es una freguesia portuguesa del municipio de Guimarães, distrito de Braga.

## Historia
Fue creada el 28 de enero de 2013 en aplicación de una resolución de la Asamblea de la República de Portugal promulgada el 16 de enero de 2013 con la unión de las freguesias de Calvos y Serzedo, pasando su sede a estar situada en la antigua freguesia de Serzedo.

## Demografía
| Gráfica de evolución demográfica de Serzedo e Calvos entre 2011 y 2021 |
|                                                                        |
| Datos según el nomenclátor publicado por el INE portugués.             |